# Борисикевич Михайло Михайлович
Михайло Михайлович Борисикевич (зустрічається також написання прізвища Борискевич; 1 березня 1848, с. Білобожниця, нині Чортківський район — 18 вересня 1899, Грац) — український лікар-окуліст, доктор медицини.[джерело?]

## Біографія
Народився 1 березня 1848 року в с. Білобожниця (Королівство Галичини та Володимирії, Австро-Угорщина, нині Чортківського району Тернопільської області, Україна). Вчився в школі народній у Бучачі, державних гімназіях Станиславова і Тернополя. Був активістом Тернопільської гімназійної (студентської) «Громади».
У 1866 р. вступив на медичний факультет Віденського університету, який закінчив 1872 р. Став аспірантом у клініці відомого офтальмолога Арльта, а пізніше — професора Штельвага. Протягом шести років удосконалював свій фах, служив військовим лікарем. Служив військовим лікарем (працював в очній клініці Відня), з 1887 року — професор офтальмології. З 1889 р. — декан медичного факультету університету в м. Інсбрук (Австрія), з 1892 року — професор університету у м. Грац. Помер 18 вересня 1899 року в м. Граці. Приїжджав на малу батьківщину, де безкоштовно надавав лікарську допомогу.
Помер 18 вересня 1899 року в м. Граці.

## Наукова діяльність
Автор багатьох праць німецькою мовою з офтальмології, зокрема, з гістології очної сітківки. Один з небагатьох українців, який став дійсним професором відомих західних університетів, ученим світового значення. Деякі з його праць були пріоритетними у своїй науці. Вони й сьогодні мають значення для діагностики захворювань нервової системи людини. Жодна з праць не перекладена українською мовою, хоч у цих публікаціях використано матеріал спостережень за населенням галицького села.

## Вшанування пам'яті
До 150-річчя Михайла Борисикевича в Україні була випущена поштова марка, присвячена медику, тиражем 700 000 екземплярів.
На малій батьківщині Михайла Борисикевича в селі Білобожниця встановлено пам'ятник вченому (1990).